# Phân tầng xã hội
Phân tầng xã hội (tiếng Anh: Social Stratification) là sự phân chia nhỏ xã hội thành các tầng lớp khác nhau về địa vị kinh tế, địa vị chính trị, học vấn, kiểu dáng nhà ở, nơi cư trú, phong cách sinh hoạt, cách ứng xử, sở thích nghệ thuật. Đây là một trong những khái niệm cơ bản của xã hội học. Đó là một khái niệm để chỉ sự phân chia các cá nhân hay các nhóm xã hội thành các tầng lớp khác nhau. Mỗi tầng bao gồm các cá nhân, các nhóm xã hội có địa vị kinh tế, chính trị, uy tín giống nhau. Phân tầng xã hội diễn ra trên mọi lĩnh vực của đời sống xã hội, từ kinh tế, chính trị cho đến văn hóa, v.v...
Khi nói đến phân tầng xã hội, các nhà xã hội học đề cập đến bất bình đẳng xã hội, coi đó như một yếu tố cơ bản cho việc hình thành nên sự phân tầng xã hội. Một số tác giả lưu tâm đến sự biến đổi hình thức của phân tầng xã hội, và cho rằng điều đó phụ thuộc vào tính chất "mở" của hệ thống xã hội. Một số tác giả khác quan tâm đến sự phân phối không đồng đều các lợi ích giữa các thành viên trong xã hội, coi đó là nguyên nhân dẫn tới sự phân tầng xã hội. Phân tầng xã hội và bất bình đẳng xã hội có mối quan hệ mật thiết. Bất bình đẳng là nguyên nhân, phân tầng xã hội là kết quả. Sự không ngang nhau về mọi lĩnh vực giữa các cá nhân trong xã hội dẫn đến cơ hội và lợi ích của các cá nhân là không như nhau, từ đó dẫn đến việc các cá nhân hay các nhóm xã hội có cùng chung lợi ích sẽ tập hợp lại thành một nhóm. Nhiều nhóm có cơ hội và lợi ích khác nhau ra đời. Có nhóm lợi ích và cơ hội nhiều, có nhóm thì ít, từ đó dẫn đến phân tầng xã hội.
Phân tầng xã hội không có ý nghĩa tuyệt đối. Do vị thế xã hội của các nhân có thể thay đổi, từng ngày, từng giờ, có cá nhân hôm nay thuộc tầng lớp này, mai lại thuộc tầng lớp khác. Bởi vì cơ hội và lợi ích của họ không còn nằm trong tầng lớp đó nữa.

## Định nghĩa của phân tầng xã hội
Theo nhà xã hội học Mỹ Neil Smelser, "phân tầng xã hội liên quan đến những cách thức, trong đó bất bình đẳng dường như từ thế hệ này truyền qua thế hệ khác, tạo nên vị trí hoặc đẳng cấp xã hội". Một định nghĩa khác: "sự phân tầng trong xã hội học thường được áp dụng để nghiên cứu về cấu trúc xã hội bất bình đẳng, vì vậy, nghiên cứu về những hệ thống bất bình đẳng giữa những nhóm người nảy sinh như là kết quả không chủ ý của những quan hệ xã hội và quá trình xã hội".
Đặc điểm của phân tầng xã hội
- Phân tầng xã hội diễn ra ở nhiều khía cạnh như chính trị, kinh tế, địa vị xã hội, học vấn;
- Phân tầng xã hội có phạm vi toàn cầu;
- Phân tầng xã hội tồn tại theo lịch sử, theo các thể chế chính trị;
- Phân tầng xã hội tồn tại trong các nhóm dân cư, giai cấp, tầng lớp xã hội.

## Lý thuyết về phân tầng xã hội
- Lý thuyết chức năng: việc phân tầng xã hội nhằm đáp ứng nhu cầu của xã hội, nghĩa là mỗi tầng xã hội có chức năng xã hội riêng. Điều này giải thích vì sao cần phải có các tầng lớp, đẳng cấp, giai cấp xã hội và tổ chức xã hội.
- Lý thuyết xung đột: việc phân tầng xã hội là do nguyên nhân từ bất bình đẳng xã hội (coflict theory) gây nên. Các bất bình đẳng sẽ dẫn đến các xung đột trong xã hội. Chính vì vậy, các tầng lớp trong xã hội sẽ không được ổn định.

Ngoài hai lý thuyết cơ bản nói trên còn có những lý thuyết khái quát về sự phân tầng xã hội trong các xã hội khác nhau mà tiêu biểu là lý thuyết của Max Weber, Lenski và của các nhà lý luận về sự tiến hóa xã hội, lý luận phân tầng xã hội khác.
Theo các nhà xã hội học, có 4 kiểu chủ yếu về hệ thống phân tầng xã hội:
1. Nô lệ;
2. Đẳng cấp;
3. Địa chủ;
4. Các giai cấp xã hội.